# Куневичи (Ленинградская область)
Куневичи — деревня в Ганьковском сельском поселении Тихвинского района Ленинградской области.

## История
Деревня Куневичи упоминается на карте Новгородского наместничества 1792 года А. М. Вильбрехта.

КУНЕВИЧИ — деревня Куневичского общества, прихода Капецкого погоста. Река Капша. 

Крестьянских дворов — 55. Строений — 75, в том числе жилых — 60. Мелочная лавка и питейный дом.

КУНЕВИЧИ — выселок, строений — 3, в том числе жилых — 1.

Число жителей по семейным спискам 1879 г.: 107 м. п., 119 ж. п.; по приходским сведениям 1879 г.: 90 м. п., 120 ж. п.

Сборник Центрального статистического комитета описывал её так:

КУНЕВИЧИ — деревня бывшая государственная при реке Капше, дворов — 37, жителей — 222; Волостное правление, часовня, лавка. (1885 год)

В конце XIX — начале XX века деревня административно относилась к Куневичской волости 2-го земского участка 2-го станаа Тихвинского уезда Новгородской губернии.

КУНЕВИЧ — деревня Куневичского общества, дворов — 58, жилых домов — 89, число жителей: 161 м. п., 182 ж. п. 

Занятия жителей — земледелие, лесные заработки. Река Капша. Часовня, волостное правление, квартира полицейского урядника, мельница, 3 мелочных лавки, синильня. (1910 год)

С 1917 по 1918 год деревня Куневичи входила в состав Куневичской волости Тихвинского уезда Новгородской губернии. 
С 1918 года в составе Череповецкой губернии.
С 1924 года в составе Капшинской волости.
С 1927 года в составе Капшинского района.
С 1928 года в составе Ерёминогорского сельсовета Тихвинского района. В 1928 году население деревни Куневичи составляло 254 человека.
С 1930 года вновь составе Капшинского района.

Деревня Куневичи на карте 1932 года

Согласно карте Ленинградской области Северо-западного аэрогеодезического треста ГГУ издания 1932 года деревня насчитывала 27 крестьянских дворов.
По данным 1933 года деревня Куневичи входила в состав Ерёминогорского сельсовета Капшинского района Ленинградской области.
В 1961 году население деревни Куневичи составляло 184 человека.
С 1963 года вновь в составе Тихвинского района.
По данным 1966, 1973 и 1990 годов деревня Куневичи также входила в состав Ерёминогорского сельсовета.
В 1997 году в деревне Куневичи Ерёминогорской волости проживали 37 человек, в 2002 году — 30 человек (русские — 94 %).
В 2007 году в деревне Куневичи Ганьковского СП проживали 30 человек, в 2010 году — 22.

## География
Деревня расположена в северной части района на автодороге 41А-009 (Лодейное Поле — Тихвин — Чудово).
Расстояние до административного центра поселения — 14 км.
Расстояние до ближайшей железнодорожной станции Тихвин — 58 км.
Деревня находится на левом берегу реки Капша.

## Демография
| 2007 | 2010 | 2017 |
| ---- | ---- | ---- |
| 30   | ↘22  | ↗25  |

### Национальный состав
Согласно данным Всероссийской переписи населения 2021 года в деревне проживали 16 человек, из них:
 русские — 14, татары — 1, таджики — 1 человек.